# Memoriał Andrzeja Trochanowskiego
Der Memoriał Andrzeja Trochanowskiego ist ein polnisches Straßenrad-Eintagesrennen für Männer. Es erinnert an Andrzej Trochanowski, Trainer von Legia-Felt.
Der Memoriał Andrzeja Trochanowskiego wurde im Jahr 1989 zum ersten Mal ausgetragen, zum Gedenken an den ein Jahr zuvor verstorbenen Andrzej Trochanowski. In den Folgejahren fand die Veranstaltung jährlich in verschiedenen Städten der Woiwodschaft Masowien, gelegentlich auch an anderen Orten (Kazimierz Dolny in der Woiwodschaft Lublin) statt. Das Rennen fand damals meist in Form eines Kriteriums mit internationaler Besetzung statt.
Seit 2000 steht das Rennen im Rennkalender der UCI, 2005 wurde es Teil der UCI Europe Tour und ist in die UCI-Kategorie 1.2 eingestuft. Das Rennen findet jährlich am 1. Mai in Płońsk statt. 

## Siegerliste
| Jahr | Sieger               | Zweiter               | Dritter                |
| ---- | -------------------- | --------------------- | ---------------------- |
| 1989 | Stanisław Trzeciak   | Adam Szafron          | Józef Grochała         |
| 1990 | Robert Grzechnik     | Sławomir Krawczyk     | Saulius Šarkauskas     |
| 1991 | Grzegorz Gronkiewicz | Zbigniew Ludwiniak    | Tomáš Sedláček         |
| 1992 | Piotr Chmielewski    | Jarosław Chojnacki    | Przemysław Mikołajczyk |
| 1993 | Anatoly Tchubar      | Krzysztof Szafrański  |                        |
| 1994 | Igor Chukhliantsev   | Piotr Zaradny         | Szczepan Gurdała       |
| 1995 | Paweł Niedźwiecki    | Zenon Jaskuła         | Dariusz Baranowski     |
| 1996 | Raimondas Rumšas     | Zbigniew Piątek       | Piotr Wadecki          |
| 1997 | Grzegorz Wajs        | Radosław Romanik      | Grzegorz Gronkiewicz   |
| 1998 | Marek Wrona          | Grzegorz Gronkiewicz  | Jarosław Rębiewski     |
| 1999 | Alexei Nakazny       | Bartłomiej Ksobiak    | Volodymyr Savchenko    |
| 2000 | Piotr Chmielewski    | Marcin Lewandowski    | Sławomir Chrzanowski   |
| 2001 | Adam Wadecki         | Robert Radosz         | Grzegorz Gronkiewicz   |
| 2002 | Bohdan Bondarjew     | Hubert Nowak          | Chris Fisher           |
| 2003 | Paweł Szaniawski     | Marcin Sapa           | Oleksandr Klymenko     |
| 2004 | Mariusz Witecki      | Sebastian Jezierski   | Dariusz Skoczylas      |
| 2005 | František Raboň      | Piotr Zaradny         | Sebastian Jezierski    |
| 2006 | Piotr Chmielewski    | Marcin Sapa           | Maroš Kováč            |
| 2007 | Tomasz Lisowicz      | Piotr Zaradny         | Łukasz Podolski        |
| 2008 | Tomasz Kiendyś       | Artur Detko           | Pavel Zitta            |
| 2009 | Mateusz Taciak       | Tomasz Kiendyś        | Dariusz Rudnicki       |
| 2010 | André Schulze        | Adam Wadecki          | Krzysztof Jeżowski     |
| 2011 | André Schulze        | Krzysztof Jeżowski    | Marek Cichosz          |
| 2012 | Tomasz Smoleń        | Andrzej Bartkiewicz   | Sylwester Janiszewski  |
| 2013 | Konrad Dąbkowski     | Grzegorz Stępniak     | Dzmitryi Suravets      |
| 2014 | Kamil Gradek         | Kamil Zieliński       | Łukasz Bodnar          |
| 2015 | Mateusz Nowak        | Paweł Franczak        | Kacper Gronkiewicz     |
| 2016 | Alois Kaňkovský      | Adrian Tekliński      | Błażej Janiaczyk       |
| 2017 | Alois Kaňkovský      | Grzegorz Stępniak     | Eryk Latoń             |
| 2018 | Alois Kaňkovský      | Sylwester Janiszewski | Paweł Franczak         |
| 2019 | Alois Kaňkovský      | Maciej Paterski       | František Sisr         |
| 2022 | Tobias Nolde         | Tim Bierkens          | Mārtiņš Pluto          |
| 2023 | Itamar Einhorn       | Stanisław Aniołkowski | Norbert Banaszek       |
| 2024 | Norbert Banaszek     | Magnus Bak Klaris     | Bartłomiej Proć        |